# 伊奇洛河

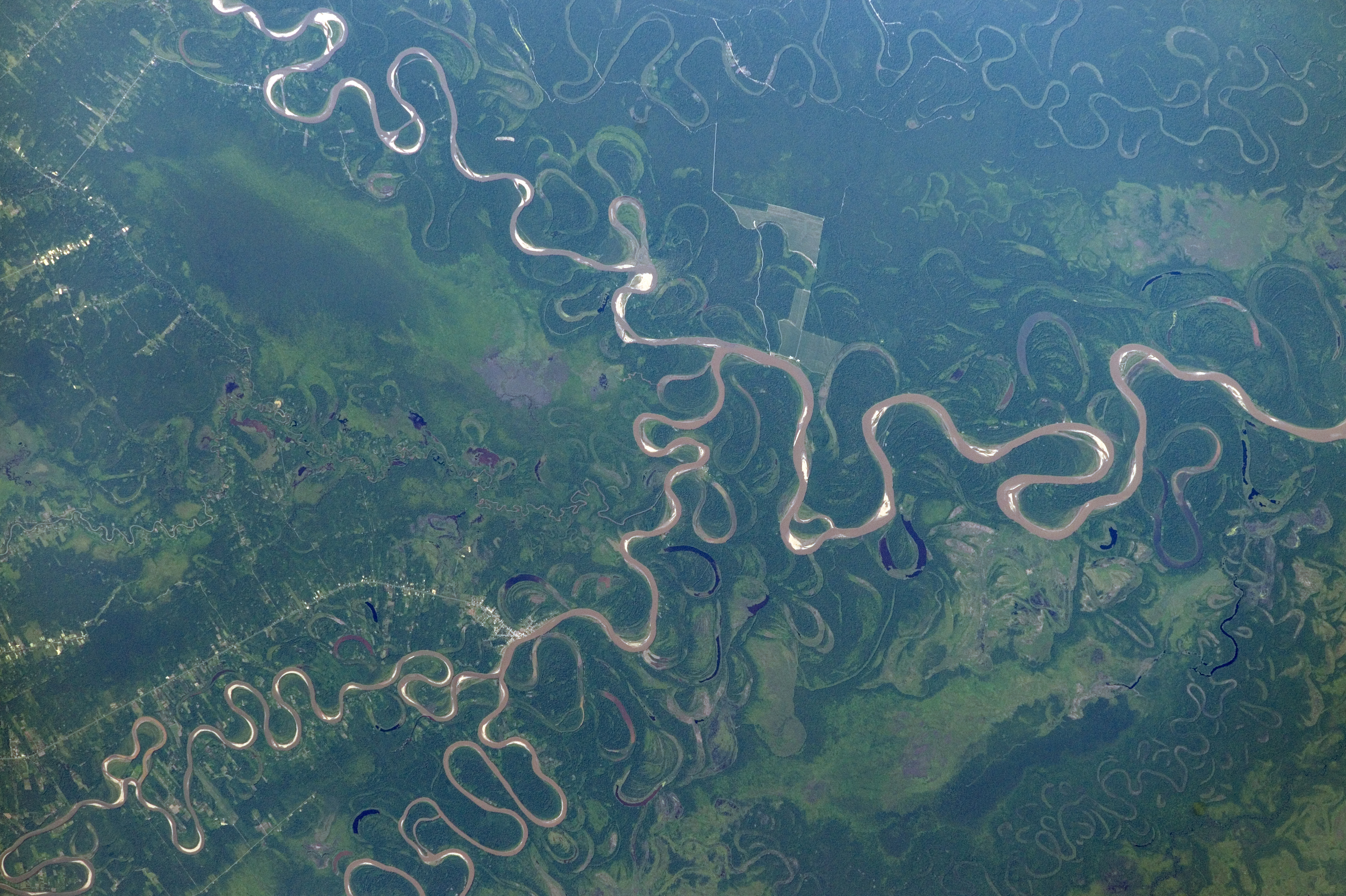
伊奇洛河航拍

伊奇洛河（Río Ichilo）是南美洲玻利維亞的河流，河道全長632公里，從聖克魯斯省海拔2,437米的發源地，向北流成為聖克魯斯省與科恰班巴省的接壤邊境，最後注入亞馬遜河。
伊奇洛河最大深度18.6米，流域面積15,660平方公里，最大河道闊度420米，是玻利維亞最大水量的河流。
17°49′S 64°13′W / 17.817°S 64.217°W